# Армфельт, Густав Густавович
Граф Густав Густавович Армфельт (швед. Gustaf Magnus Armfelt; 22 марта 1793 — 26 июня 1856) — русский государственный и военный деятель, генерал-лейтенант, нюландский и вазаский губернатор, член Императорского Финляндского сената. Брат Александра Армфельта.

## Биография
Родился 22 марта 1793 года в семье знаменитого шведского политика Г. М. Армфельта и графини Гедвиги Делагарди. На российскую военную службу поступил 7 июля 1809 года. В 1810 году награждён орденом св. Иоанна Иерусалимского.
Принимал участие в Заграничном походе 1813—1814 годов, за отличие награждён российскими орденами св. Анны 4-й степени (в 1813 году) и св. Владимира 4-й степени с бантом (в 1814 году), шведским орденом Меча (в 1813 году) и прусским Pour le Mérite (в 1814 году).
13 января 1832 года (по Волкову в 1829 году) произведён в генерал-майоры и назначен губернатором Нюландской губернии, 10 октября 1843 года получил чин генерал-лейтенанта. С начала 1850 годов являлся членом Финляндского сената, с 1853 года дополнительно занимал должность инспектора поселенных Финских стрелковых батальонов.
Скончался 26 июня 1856 года. Его сын Густав-Артур-Вильгельм (1821—1880) также был генералом Российской империи; дочь — Матильда (1822—1862), фрейлина, в замужестве графиня Ведель-Ярлсберг.

## Награды
Среди прочих наград Армфельт имел ордена:
- Орден Святого Станислава 1-й степени (1833 год)
- Орден Святой Анны 1-й степени (1836 год, императорская корона к этому ордену пожалована в 1839 году)
- Орден Святого Владимира 2-й степени (1843 год)
- Орден Святого Георгия 4-й степени (4 декабря 1843 года, за беспорочную выслугу 25 лет в офицерских чинах, № 6909 по кавалерскому списку Григоровича — Степанова)
- Орден Меча 1-й степени (1843 год)
- Орден Белого орла (1850 год)